# Historický obvod Sunrise

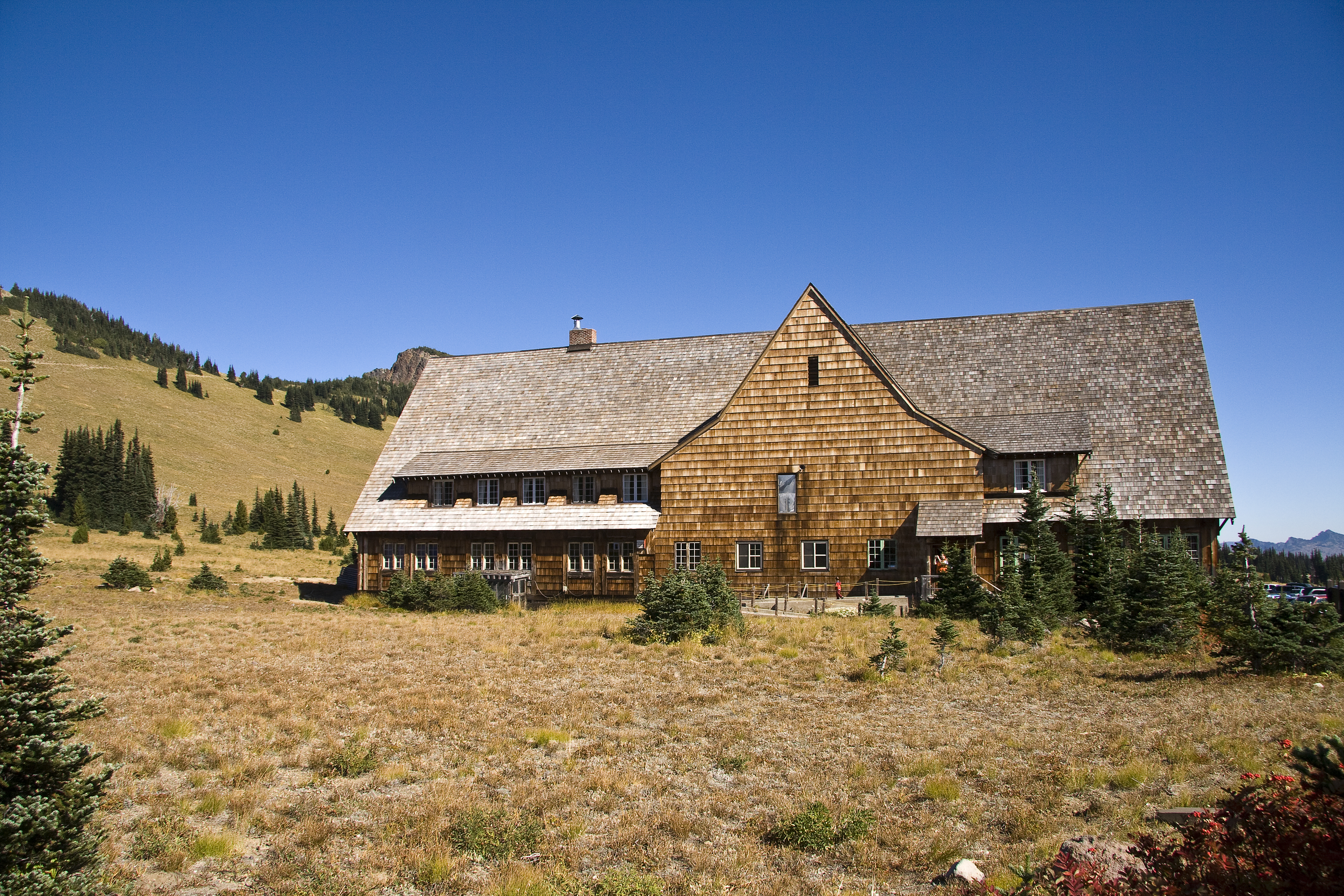
Hotel Sunrise Lodge.

Historický obvod Sunrise, také známý jako obec Sunrise, se nachází na hřebenu pod severovýchodním svahem hory Mount Rainier ve stejnojmenném národním parku. Obvod obsahuje sedm jednotlivých budov, které byly postaveny ve stylu rustikální architektury. Území je obydlené a přístupné veřejnosti pouze po krátkou dobu v létě.

## Plánování
Oblast byla původně známá jako Yakima Park a přístup k ní byl postaven po nové silnici v severovýchodní části parku, kterou plánoval Ernest A. Davidson z Krajinné divize Správy národních parků a Úřadu veřejných cest. V hlavním plánu Davidsona pro Yakima Park byl kontrast s obcemi v jižní části parku, s Longmirem a Paradise, ve kterých se stala chaotická výstavba velikým problémem pro správu. Na plánu se nacházel velký hotel se skupinou hospodářských chat, opravna automobilů, veřejné toalety a unikátní sruby s palisádami.
Počáteční konstrukce byla dokončena roku 1932 a byly v ní zahrnuty hotel Sunrise Lodge, Sunriské sociální zařízení, opravna, jižní srub a palisády. Severní srub a obecní budova byly dokončeny roku 1944.

## Struktury

### Sunrise Lodge
Sunrise Lodge je velká budova s příkře nakloněnou střechou, kterou v roce 1931 postavila společnost Rainier National Park Company. Dvou a půl patrová budova měla být původně prvním křídlem velkého hotelu a byla postavena za šest týdnů jako střed skupiny dvou set turistických chalup. V hotelu se nacházela i jídelna a ubytování pro zaměstnance. Ve třicátých a čtyřicátých letech byly chalupy rozebrány a prodány farmářům z Východního Washingtonu pro pracovní ubytování v okolí Pugetova zálivu. Základy pro zbytek plánovaně do „U“ tvarovaného hotelu byly dokonce vykopány, ale nikdy nebyly postaveny. Nedokončený hotel ale zastával svou původní úlohu a sezónně slouží dodnes.

## Označení
Oblast byla umístěna do národního rejstříku historických míst v březnu 1991. V květnu 1987 byla národní historickou památkou vyhlášena Yakima Park Stockade Group. Sunriské sociální zařízení bylo zařazeno do rejstříku samostatně, dříve v březnu téhož roku. Historický obvod Sunrise je částí národního historického památkového obvodu Mount Rainier, který chrání všechny struktury rustikální architektury v národním parku.